# Плато Мусашіно

Плато Мусашіно між річками Ара й Тама

Плато Мусашіно (яп. 武蔵野台地, むさしのだいち, мусашіно дайчі) — делювіальне плато на заході Кантоської рівнини, в Східній Японії. 
Розташоване на території префектур Токіо та Сайтама, рівнинній частині історичної провінції Мусаші. Пролягає між річками Тама і Ара. 
В середньовіччі використовувалося для пасовиськ, для випасу коней. Протягом 17 — 19 століття освоєне під сільськогосподарські угіддя. Подекуди зберігає первісний ландшафт лісостепу Кантоської рівнини.